# Wendel Schäfer
Wendel Schäfer (* 1940 in Bundenbach (Hunsrück)) ist ein in Boppard lebender pensionierter Lehrer und Schriftsteller.

## Leben
Nach Abitur und Studium der Grund-, Haupt- und Sonderschulpädagogik in Koblenz und Mainz war Schäfer 15 Jahre in der Lehrerausbildung am Studienseminar Neuwied tätig, wo er die Fächer Kunst und Deutsch unterrichtete.
Von 1989 bis 1991 war er Landesvorsitzender des Verbands deutscher Sonderschulen, für den er im Hauptpersonalrat beim Kultusministerium in Mainz saß.
Schäfer war zwölf Jahre lang Rektor der Theodor-Heuss-Schule in Bendorf. Daneben nahm er zahlreiche ehrenamtliche Tätigkeiten in Schule, Sport und Kultur wahr, unter anderem als 1. Vorsitzender des Sportvereins TG 1892 Boppard e.V. (1990–95), im Landesvorstand des Friedrich-Bödecker-Kreises (1996–98), als Vorsitzender des Förderkreises deutscher Schriftsteller in Rheinland-Pfalz (1995–97), Landesvorsitzender des Verbands deutscher Schriftsteller (VS) in Rheinland-Pfalz (1994–98) und 1989 im kommissarischen VS-Bundesvorstand. 2008 wurde er zum 1. Ehrenvorsitzenden des VS Rheinland-Pfalz ernannt. Er ist Mitglied der Humboldt-Gesellschaft für Wissenschaft, Kunst und Bildung, der Gesellschaft für zeitgenössische Lyrik in Leipzig und des Freundeskreises der Zeitschrift Krautgarten in St. Vith (Belgien). Seit 2011 Mitglied im Verein Deutsche Sprache (VDS). Außerdem verrichtete er diverse Herausgeber- und Jurorentätigkeiten.
Schäfer ist verheiratet und hat zwei Kinder.

## Veröffentlichungen (Auswahl)
Wendel Schäfer hat bislang 28 Bücher veröffentlicht, darunter Lyrik, Kurzprosa, Aphorismen, Kinder- und Jugendbücher, Erzählungen und autobiografische Texte; zuletzt folgende:
- Vögel haben keine Fenster, Gollenstein Verlag, 1994
- Barbarossa, Dürr & Kessler, 1997
- Flügel-Stürme, Nordwindpress, 1998
- Schattenspringer, Mauer Verlag, 1999
- Schneckenschneiden, Fölbach Verlag, 2000
- Zwischeneiligkeiten, mit sechs Grafiken des Autors, Books on Demand (BoD), 2002
- Zwischenbericht, BoD, 2002
- Auf ins Pumperland, BoD, 2003
- Grillensang, bs-Verlag, 2004
- Seilgetanz, edition Krautgarten, 2005
- Wegwärts, bs-Verlag, 2006
- Zwischenbericht II, BoD, 2007
- Pflaumenjahre, bs-Verlag, 2008
- Herbst überm Zaun, bs-Verlag, 2009
- Atemkünste, edition Krautgarten, 2010
- Zwischenbericht III, Norderstedt, 2011
- Nachgewurf, Fölbach Verlag, 2012
- Draußenschön, edition Krautgarten, 2013
- Seekuh, Griesgram, Katz & Co., BS - Verlag, 2014
- Nebensätzlichkeiten, Fölbach Verlag, 2015
- Schweigegold, edition Krautgarten, 2016[1]
- Wie Wolken dahin, Fölbach Verlag, 2017
- Gestichelte Zeit, edition Krautgarten, 2018
- Es ist angerichtet, Fölbach Verlag, 2019
- Freigang der Käuze - von Schelmen, Tröpfen, schrägen Vögeln, Kurzprosa, POP-Verlag Ludwigsburg, 2020 - Titel und vier Bilder von Michael Schaffer, ISBN 978-3-86356-278-6
- Durch den Regenbogen, IFB Verlag, 2021, ISBN 978-3-949233-02-9